# A. Dale Kaiser
Armin Dale Kaiser (* 10. November 1927 in Piqua, Ohio; † 5. Juni 2020 in Stanford, Kalifornien) war ein US-amerikanischer Biochemiker, Molekulargenetiker, Mikrobiologe und Entwicklungsbiologe.
Kaiser studierte an der Purdue University (Bachelor-Abschluss 1950) und wurde 1955 am Caltech in Biologie und Chemie promoviert. Am Caltech war er in der Bakteriophagen-Gruppe von Max Delbrück und arbeitete besonders mit Jean Weigle zusammen. 1956 war er als Post-Doktorand am Institut Pasteur in Paris (wo er bei Francois Jacob arbeitete, ebenfalls in der Bakteriophagen-Gruppe) und danach zunächst Instructor und dann Assistant Professor für Mikrobiologie an der Washington University in St. Louis. Ab 1959 war er an der Stanford University, wo er 1966 eine volle Professur für Biochemie an der Medical School erhielt. Ab 1989 hatte er dort eine Professur für Entwicklungsbiologie (Development Biology).
Kaiser befasste sich anfangs intensiv mit der molekularen Genetik des Lambda-Phagen. Insbesondere untersuchte er die Kontrollmechanismen der Lysogenie des Phagen. Dabei fand er eines der frühesten Beispiele der Selbstregulation eines Genes (cI, das Repressor-Gen des Lambda-Phagen) und von später so genannten Chaperon-Proteinen. Einige der dabei an seinem Labor entwickelten Methoden fanden weite Verbreitung in der Gentechnik.
In den 1970er Jahren wandte er sich der Entwicklung multizellulärer Organismen zu, die er aber nicht an Eukaryoten erforschte, sondern an Myxobakterien. Er untersuchte in den 2000er Jahren mit seinem Labor in Stanford mit genetischen und biochemischen Methoden die Steuerung des Schwarm- und Vermehrungsverhaltens des Bakteriums Myxococcus, das im Fall ungünstiger Umweltbedingungen einen Fruchtkörper mit ungefähr {\displaystyle 10^{5}} Sporen bildet. Ihnen gelang die Identifizierung und detaillierte Aufklärung der Rolle einer Reihe von dabei beteiligten Botenstoffen.
1970 erhielt er den Molecular Biology Award der US Steel Foundation, 1980 den Albert Lasker Award for Basic Medical Research, 1981 den Waterford Biomedical Science Award, 1997 den Abbott Lifetime Achievement Award der American Society for Microbiology und 1991 die Thomas Hunt Morgan Medal. 1970 wurde er Mitglied der National Academy of Sciences und der American Academy of Arts and Sciences. 1993 war Kaiser Präsident der Genetics Society of America.

## Schriften
- Herausgeber mit Martin Dworkin Myxobacteria II, American Society for Microbiology 1993
- Herausgeber mit Graham C. Walker Frontiers in Microbiology, American Society for Microbiology 1993